# Tegulaster praesignis
Tegulaster praesignis är en sjöstjärneart som först beskrevs av Livingstone 1933.  Tegulaster praesignis ingår i släktet Tegulaster och familjen Asterinidae. Inga underarter finns listade i Catalogue of Life.